# Aviación Española (métro de Madrid)
Aviación Española est une station de la ligne 10 du métro de Madrid. Elle est située sous la rue de la Source de Lima, dans le district de Latina, à Madrid.

## Situation sur le réseau
Établie en souterrain, la station Aviación Española est située sur la ligne 10 du métro de Madrid, entre Colonia Jardín et Cuatro Vientos.

## Histoire
La station est inaugurée le 22 décembre 2006, sur un tronçon déjà ouvert depuis 2003. Les infrastructures de la station avaient déjà été prévues, dans l'optique de l'opération d'urbanisme sur d'anciens terrains militaires surnommée Operación Campamento.